# Ганн, Джеймс Эдвард (астроном)
Джеймс Эдвард «Джим» Ганн (англ. James Edward "Jim" Gunn; род. 21 октября 1938, Ливингстон, Техас) — американский космолог и астрофизик. Профессор Принстонского университета, член Национальной АН США (1977) и Американского философского общества (1987). Удостоен Национальной научной медали (2008).

## Биография
Астрономия стала его главной страстью уже в детстве.
Окончил Университет Райса (бакалавр математики и физики, 1961).
Степень доктора философии по астрономии получил в Калифорнийском технологическом институте в 1965 году с тезисами по космологии и распределению галактик.
В 1968-70 гг. и именным профессором с 1980 года работал в Принстонском университете, с 2011 года в отставке.
В 1970-80 гг. работал в Калифорнийском технологическом институте.
Член Американской академии искусств и наук (1977).
Женат на Gillian R. Knapp, также астрономе, двое детей.

## Отличия, награды и почести
- 1983 — Стипендия Мак-Артура[9]
- 1988 — Премия Дэнни Хайнемана в области астрофизики
- 1994 — Золотая медаль Королевского астрономического общества
- 2001 — Призовая лекция Петри Канадского астрономического общества
- 2002 — Премия Джозефа Вебера
- 2005 — Премия Грубера по космологии
- 2005 — Премия Генри Норриса Рассела, высшая награда Американского астрономического общества
- 2005 — Премия Крафорда Шведской королевской АН
- 2008 — Национальная научная медаль США
- 2013 — Медаль Кэтрин Брюс Тихоокеанского астрономического общества[8]
- 2019 — Премия Киото

В 2006 году удостоился почётной степени от Университета Портсмута (Англия).
Его именем названы эффект Ганна — Петерсона, комета Ганна, астероид (18243) Ганн.